# Näverjärv
Näverjärv är en sjö i Överkalix kommun i Norrbotten och ingår i Kalixälvens huvudavrinningsområde. Sjön har en area på 0,115 kvadratkilometer och ligger 131 meter över havet. Näverjärv ligger i Torne och Kalix älvsystem Natura 2000-område. Sjön avvattnas av vattendraget Kvarnån.

## Delavrinningsområde
Näverjärv ingår i det delavrinningsområde (737588-178936) som SMHI kallar för Inloppet i Kölmjärv. Medelhöjden är 186 meter över havet och ytan är 14,29 kvadratkilometer. Det finns ett avrinningsområde uppströms, och räknas det in blir den ackumulerade arean 43,69 kvadratkilometer. Kvarnån som avvattnar avrinningsområdet har biflödesordning 6, vilket innebär att vattnet flödar genom totalt 6 vattendrag innan det når havet efter 146 kilometer. Avrinningsområdet består mestadels av skog (78 procent) och sankmarker (15 procent). Avrinningsområdet har 0,11 kvadratkilometer vattenytor vilket ger det en sjöprocent på 0,8 procent.